# Markus Wasser
Markus Wasser, né le 7 mai 1968, est un bobeur suisse notamment médaillé d'argent en bobsleigh à quatre aux Jeux olympiques d'hiver de 1998.

## Carrière
En bobsleigh à quatre, Markus Wasser est deuxième des championnats du monde 1996, organisés à Calgary au Canada. Il participe également en bob à quatre aux Jeux olympiques d'hiver de 1998 organisés à Nagano au Japon, avec Markus Nüssli, Marcel Rohner et Beat Seitz, dans le bob Suisse I. Huitièmes dans la manche 1, deuxièmes dans la manche 2 et quatrièmes dans la manche 3, ils sont deuxièmes au total derrière le bob Allemagne II.

## Palmarès

### Jeux Olympiques
- : médaillé d'argent en bobsleigh à 4 aux JO 1998.